# Stilethæl
 For alternative betydninger, se Stilet (flertydig). (Se også artikler, som begynder med Stilet)
En stilethæl eller bare stilet (har sit navn af stiletten) er en lang, tynd hæl. Højden kan variere fra fem  til 18 cm. For det meste er den del af hælen, som rammer jorden, omkring en halv til en cm i diameter.
Stilethæle på under fem cm kaldes for Kitten Heels.